# Dysjön, Småland
Dysjön är en sjö i Gislaveds kommun i Småland och ingår i Nissans huvudavrinningsområde.